# Otrovni bršljan
Otrovni bršljan (lat. Toxicodendron radicans), biljna vrsta iz porodice rujevki, nije u rodu s bršljanom (Hedera) nego pripada rodu Toxicodendron. Biljka je raširena po Aziji i istočnim predjelima Sjeverne Amerike. 
Ovo ime ostalo mu je zato što je nekada pripisivan rodu Rhus, sinonim mu je Rhus radicans. Lišće, stabljike i korijenje otrovnog bršljana sadrži otrovnu ulje (urushiol) koje u dodiru s kožom izaziva upalnu alergijsku reakciju, pojavu crvenog osipa koji svrbi,  malih neravnina, plikova ili otoka.

## Podvrste
- Toxicodendron radicans subsp. barkleyi Gillis
- Toxicodendron radicans subsp. divaricatum (F.A.Barkley) Gillis
- Toxicodendron radicans subsp. eximium (Greene) Gillis
- Toxicodendron radicans subsp. negundo (Greene) Gillis
- Toxicodendron radicans subsp. pubens (Engelm. ex S.Watson) Gillis
- Toxicodendron radicans subsp. radicans
- Toxicodendron radicans subsp. verrucosum (Scheele) Gillis

## Sinonimi
- Cotinus radicans (L.) Borkh.
- Philostemon radicans (L.) Raf.
- Rhus radicans L.
- Rhus toxicodendron subsp. radicans (L.) R.T.Clausen
- Rhus toxicodendron f. radicans (L.) Engl.
- Toxicodendron radicans var. normale Kuntze